# Bárbara de Nicomédia
Bárbara de Nicomédia (Nicomédia, c. 280 – Nicomédia, c. 317) foi uma virgem mártir do século III comemorada como santa cristã na Igreja Católica Romana, na Igreja Ortodoxa e na Igreja Anglicana. Em Portugal e no Brasil, tornou-se popular a devoção a Santa Bárbara, invocada como protetora por ocasião de tempestades, raios e trovões, dando origem à expressão "Só se lembram de Santa Bárbara quando troveja".
Ela é comemorada no dia 4 de dezembro de cada ano, a data em que teria sido morta pelo seu pai.

## História
Santa Bárbara foi, segundo a Tradição católica, uma jovem nascida na cidade de Nicomédia (na região da Bitínia), atual İzmit antiga Pérsia, Turquia nas margens do Mar de Mármara, isto nos fins do século III da Era cristã. A moça era a filha única de um rico e nobre habitante desta cidade do Império Romano chamado Dióscoro.
Por ser filha única e com receio de deixar a filha no meio da sociedade corrupta daquele tempo, Dióscoro decidiu fechá-la numa torre. Santa Bárbara na sua solidão, tinha a mata virgem como quintal, e questionava-se se de fato, tudo aquilo era criação dos ídolos que aprendera a cultuar com seus tutores naquela torre.
Por ser muito bela e, acima de tudo, rica, não lhe faltavam pretendentes para casamentos, mas Bárbara não aceitava nenhum.
Desconcertado diante da cidade, Dióscoro estava convencido que as "desfeitas" da filha justificavam-se pelo fato dela ter ficado trancada muitos anos na torre. Então, ele permitiu que ela fosse conhecer a cidade; durante essa visita ela teve contato com cristãos, que não eram bem vistos na região naquela época, lhe contaram sobre os ensinamentos de Jesus sobre o mistério da união da Santíssima Trindade. Pouco tempo depois, um padre vindo de Alexandria a batizou.
Em certa ocasião, seu pai "decidiu construir uma casa de banho com duas janelas para Bárbara. Todavia, dias mais tarde, ele viu-se obrigado a fazer uma longa viagem. Enquanto Dióscoro viajava, Bárbara ordenou a construção de uma terceira janela na torre, visto que a casa de banho ficara na torre. Além disso, ela esculpira uma cruz sobre a fonte".
O seu pai Dióscoro, quando voltou, reparou que a torre onde tinha trancado a filha tinha agora três janelas em vez das duas que ele mandara abrir. Ao perguntar à filha o porquê das três janelas, ela explicou-lhe que isso era o símbolo da sua nova Fé. Este fato deixou o pai furioso, pois ela se recusava a seguir a Religião da Roma Antiga.

### Sentença de Morte

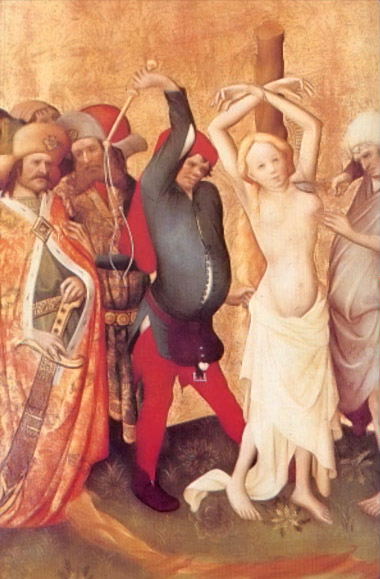
A tortura de Santa Bárbara

Debaixo de um impulso e fúria, e obedecendo a suas tradições romanas, Dióscoro denunciou a própria filha ao prefeito Marciniano que a mandou torturar numa tentativa de a fazer renunciar sua fé, fato que não aconteceu. Assim, Márcio condenou-a à morte por degolação".
Durante sua tortura em praça pública, uma jovem cristã de nome Juliana denunciou os nomes dos carrascos, e imediatamente foi presa e entregue à morte juntamente com Bárbara.
Ambas foram levadas pelas ruas de Nicomédia por entre os gritos de raiva da multidão. Bárbara teve os seios cortados, depois foi conduzida para fora da cidade onde o seu próprio pai a executou, degolando-a. Quando a cabeça de Bárbara rolou pelo chão, um imenso trovão estrondou pelos ares fazendo tremer os céus. Um relâmpago flamejou pelos ares e atravessando o céu fez cair por terra o corpo sem vida de Dióscoro.
Santa Bárbara passou a ser conhecida como "protetora contra os relâmpagos e tempestades" e é considerada a Padroeira dos artilheiros, dos mineiros e de todos quantos trabalham com fogo.
Santa Bárbara é frequentemente retratada com correntes em miniatura e uma torre.
Como uma das catorze santas auxiliares, Bárbara continua a ser uma santa popular nos tempos modernos.

### Origem do nome
Em 1582 o Papa Gregório XIII decidiu reformar o calendário conhecido desde então sob o nome de calendário gregoriano. Isso começa em 1º de janeiro, dia de Santa Barbe.
Quanto a ela comemorada no dia 4 de dezembro, data em que esta santa teria sido morta por seu pai. 
Considerando que a vida de Barbe era mais uma história lendária do que fatos comprovados, a igreja decidiu em 1969 remover o nome dela e substituí-lo pelo de Bárbara.
Barbe e Barbara são, portanto, o mesmo nome. A etimologia de Barbe ou Barbara é muito interessante. Os antigos gregos tinham uma palavra, “bárbaros”, para designar todos pessoas falando uma língua que não entendiam. Na verdade, para designar o estrangeiros que não falavam a mesma língua que eles.
Diz-se que quando os cristãos quiseram designar o jovem mártir para recuperar seu corpo após sua morte, sem saber seu nome, chamaram-na de Barbe porque ela era Persa e, portanto, estrangeiro.

## Veneração

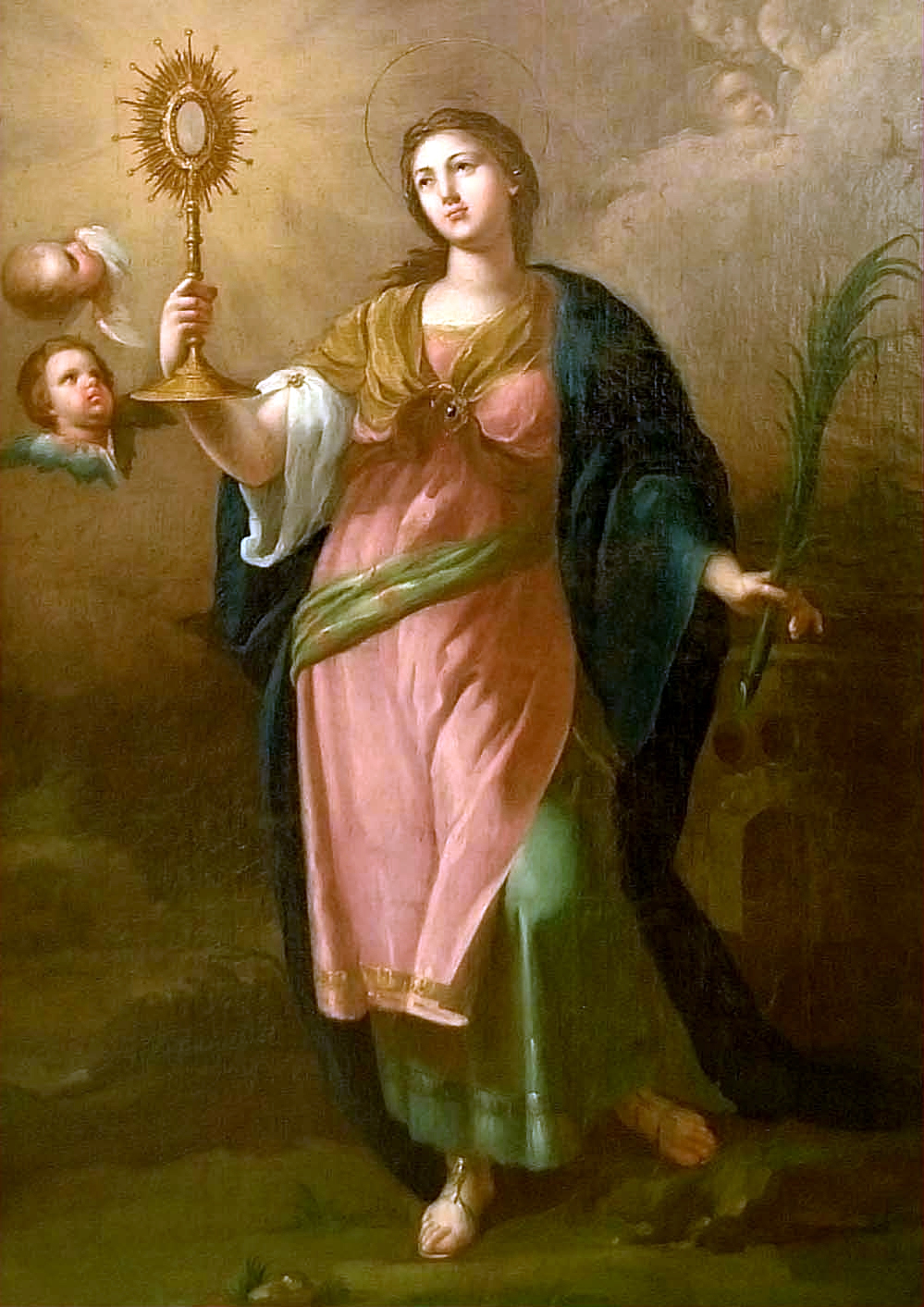
Santa Bárbara por Francisco Bayeu.

O nome de Santa Bárbara era conhecido em Roma no século VII; seu culto pode ser rastreado até o século IX, primeiro no Oriente. Como não há menção a ela nos martirológicos anteriores, sua historicidade é considerada duvidosa.
Várias versões, que incluem duas peças de mistério sobreviventes, diferem na localização de seu martírio, que é dado de várias maneiras como Toscana, Roma, Antioquia, Baalbek e Nicomedia.
Santa Bárbara é um dos catorze santos auxiliares. Sua associação com o raio, que matou seu pai, fez com que ela fosse invocada contra raios e fogo; por associação com explosões, ela também é a patrona da artilharia, bombeiros, açougueiros, eletricistas, engenheiros, matemáticos e mineração.
Sua festa em 4 de dezembro foi introduzida em Roma no século XII e incluída no calendário tridentino. Em 1729, essa data foi designada para a celebração de São Pedro Crisólogo, reduzindo a de Santa Bárbara a uma comemoração em sua missa. Em 1969, foi removida desse calendário, porque os relatos de sua vida e martírio foram considerados inteiramente fabulosos, sem clareza até sobre o local de seu martírio.
No século XII, as relíquias de Santa Bárbara foram trazidas de Constantinopla para o Mosteiro com Cúpula Dourada de São Miguel em Kiev, onde foram mantidas até a década de 1930, quando foram transferidas para a Catedral de São Volodymyr na mesma cidade. Em novembro de 2012, seu patriarca de santidade, Filaret, da Igreja Ortodoxa Ucraniana — Patriarcado de Kiev, trouxe uma pequena parte das relíquias de Santa Bárbara à Catedral Ortodoxa Ucraniana de Santo André, em Bloomingdale, Illinois.
Nas religiões afro-brasileiras ela é sincretizada com Iansã, a Orixá dos ventos, tempestades, trovões e guerra. Esse sincretismo é o tema do filme O Pagador de Promessas. Já para as religiões afro-caribenhas, a santa é sincretizada com Xangô, o Orixá da justiça.
Seu dia de festa para os católicos romanos, anglicanos e umbandistas é 4 de dezembro.

## Imagética
Santa Bárbara é retratada com a presença de diferentes elementos como a coroa, cálice, torre, palma e espada, que consequentemente dialogam com seu assassinato, que seria enquadrado atualmente na Lei Maria da Penha como violência doméstica, visto que, Bárbara vivenciou quase todos os ciclos de violência, sendo eles física, psicológica, patrimonial e moral.
A expressão “violência doméstica e familiar” é utilizada na Lei Maria da Penha (Lei n. 11.340/2006), em seu art. 5º em que conceitua tal violência como “qualquer ação ou omissão baseada no gênero que lhe cause morte, lesão, sofrimento físico, sexual ou psicológico e dano moral ou patrimonial”. De acordo com dados de 2015, referentes ao feminicídio, existe um alto índice de crimes causados por armas brancas como facas, machados e canivetes, sendo 22,72% do total.

### Variações de significados
Olhando para o feminicídio de Santa Bárbara, o simbolismo quanto a espada e ao seu sangue pode trazer variações em seu significado. Os antropólogos William A. Lessa e Evon Z. Vogt (1979: 90), expõem que o homem é um ser cultural (cultural being) e, desta maneira, é um animal que simboliza (symbol-using animal). Além disso, através do pensamento de Ernst Cassirer (1977: 50), o homem não vive num universo puramente físico, mas num universo simbólico, ressaltando que a linguagem, mito, arte e religião são fios que tecem a emaranhada rede simbólica da experiência humana.
Pensando nisso, fica em evidência a inversão de sentido e processos de dupla negação, em relação ao sangue, por exemplo, simbolizando a cura, a vida, como também a doença, a morte.
Segundo Maria Aparecida Nogueira (1994:101), o sangue está presente em diversas culturas: na tradição caldéia, no antigo Camboja, no juramento de sangue da Antiguidade e das sociedades secretas chinesas, na Nova Zelândia, na tradição cristã, nas cerimônias religiosas de Xangô, entre outras.
É importante ressaltar a influência do racionalismo cartesiano que colocou a separação entre magia/religião e ciência, em que a pesquisadora Lígia Gama elabora através do conceito de biologização do sangue, onde enfatiza que algumas sociedades contemporâneas industrializadas, utopicamente, buscou retirar o simbolismo mágico-religioso do sangue, reduzindo-o a sua dimensão orgânica.
O sangue é presente em diferentes universos seja de forma metafórica como o sangue de Cristo representado pelo vinho após a consagração ou concreta presente no candomblé através do sacrifício animal e interditos menstruais.

### Perspectivas religiosas
Na perspectiva do candomblé, o sangue em suas diferentes formas (sacrificial, humano, menstrual), circula entre o "povo de santo” em diferentes contextos (sagrados e profanos), tornando-se um símbolo-chave para esta religião de matriz africana, sendo associado à cura, à nutrição, à morte, à energia vital, à vida, à fertilidade, à impureza, ao castigo, ao vínculo sócio-religioso.
Já no âmbito indígena, a pesquisadora Luisa Elvira Belaunde traz algumas etnografias que também examinam concepções do sangue e suas ligações com a noção de pessoa. Entre uma diversidade de grupos culturais, o sangue é concebido como um fluido que corporifica e atribui gênero às pessoas, ao pensamento e à força, transportando conhecimento a todas as partes do corpo, operando tanto dentro do corpo de uma pessoa quanto fora dele. 
Partindo da etnografia indígena airo-pai para lançar as bases de uma hematologia amazonense, o sangue é concebido como uma relação porque ele circula pelo corpo, pondo todas as suas partes em comunicação e enchendo-as de pensamento e força para a ação intencional. Segundo Shajián Wajai, o sangue não é algo para ser constantemente derramado, mas sim movimentado através das veias atribuindo pensamento a todas as partes do corpo. 
Entre os Kaxinawa, por exemplo, todas as partes do corpo são consideradas pensantes, já que todas recebem espíritos yuxin carregados no fluxo de sangue e na respiração, e moldados no corpo humano.
Por meio da representação do sangue em diferentes perspectivas religiosas, pode ser interpretado que não foram apenas os seios e o pescoço de Bárbara que foram cortados através da espada, mas também seus pensamentos. A túnica vermelha usada por Santa Bárbara também pode reforçar a ideia do sangue de Cristo derramado na cruz, e o sangue dos mártires, inclusive o da própria santa.
Mesmo com seu sangue sendo derramado, seus ideais não foram ceifados como reforça o próprio versículo da Bíblia católica: "A palavra de Deus é viva, eficaz e mais cortante que qualquer espada de dois gumes" (Hb 4,12). Sua morte é vista como um sacrifício por meio do martírio, e a presença desses elementos reforçam o símbolo de resistência e fé presente em sua história.